# Leichenhandel
Der Handel mit Leichen und Leichenteilen ist der gewerbliche Handel mit Körpern und Körperteilen, darunter Herzklappen, Sehnen, Bänder, Haut, Gewebe oder Knochen, von Verstorbenen. Er kann der medizinischen Forschung dienen, der medizinischen Aus-, Weiter- und Fortbildung sowie zur Herstellung von medizinischen „Ersatzteilen“ und weiteren Medizinprodukten. Die Verwendung selbst gilt im Allgemeinen nicht mehr als ethisch verwerflich, doch der Handel stößt auf ethische Bedenken.
Als ein Zentrum des Handels mit Skeletten gilt Kalkutta in Westbengalen trotz des Verbots von 1985.
Der Anatom Gunther von Hagens war 1974 bis 1996 Mitarbeiter an der Universität Heidelberg. Anfang der 1990er Jahre gab es am Institut für Anatomie ein Millionengeschäft mit Präparaten menschlicher Leichen.
2009 geriet die das Pharmaunternehmen Tutogen Medical aus Neunkirchen am Brand aufgrund seiner Geschäftspraktiken beim Handel mit Leichenteilen in Kritik.